# Lista de artilheiros do Campeonato Italiano de Futebol
Esta é uma lista de artilheiros do Campeonato Italiano de Futebol, por temporada, jogador, clube e país. A lista inclui apenas gols marcados na primeira divisão.
Capocannoniere (Italiano: [ˌkapokanːoˈnjɛːre]) é o título concedido ao artilheiro de cada temporada na Série A da Itália.[carece de fontes?] O atual detentor do título é o centroavante nigeriano Victor Osimhen, que marcou 26 gols pelo Napoli na temporada de 2022–2023.
O maior número de gols marcados em uma mesma temporada pelo capocannoniere é de 36, feito alcançado em três ocasiões, por Gino Rossetti pelo Torino em 1928–29, por Gonzalo Higuaín pelo Napoli em 2015–16 e por Ciro Immobile pela Lazio em 2019–20. Ferenc Hirzer, Julio Libonatti e Gunnar Nordahl estão juntos em quarto lugar neste recorde; cada um marcou 35 gols, respectivamente, pela Juventus, Torino e Milan.
O atacante sueco Gunnar Nordahl do Milan ganhou o título de capocannoniere em cinco oportunidades: 1949–50, 1950–51, 1952–53, 1953–54 e 1954–55, mais do que qualquer outro jogador na história do campeonato italiano.

## Artilheiros

### Por temporada
- Os dados referentes às edições anteriores à 1923–24 podem estar incompletos ou imprecisos por causa da escassez de fontes.

| Temporada          | Jogador                    | Nacionalidade        | Clube(s)              | Gols              | Ref.              |
| ------------------ | -------------------------- | -------------------- | --------------------- | ----------------- | ----------------- |
| 1898               | Edoardo Bosio              | Itália               | Genoa                 | 2                 |                   |
| 1898               | Norman Victor Leaver       | Inglaterra           | Internazionale Torino | 2                 |                   |
| 1899               | Albert Weber               | Suíça                | Internazionale Torino | 2                 |                   |
| 1900               | Desconhecido               | ?                    | ?                     | ?                 |                   |
| 1901               | Umberto Malvano            | Itália               | Juventus              | 4                 |                   |
| 1902               | Desconhecido               | ?                    | ?                     | ?                 |                   |
| 1903               | Desconhecido               | ?                    | Juventus              | ?                 |                   |
| 1904               | Desconhecido               | ?                    | Juventus              | ?                 |                   |
| 1905               | Desconhecido               | ?                    | ?                     | ?                 |                   |
| 1906               | Desconhecido               | ?                    | ?                     | ?                 |                   |
| 1907               | Hans Kämpfer               | Suíça                | Torino                | 7                 |                   |
| 1908               | Desconhecido               | ?                    | ?                     | ?                 |                   |
| 1909               | Amilcare Pizzi             | Itália               | US Milanese           | 9                 |                   |
| 1909–10            | Ernest Peterly             | Suíça                | Internazionale        | 23                |                   |
| 1910–11            | Desconhecido               | ?                    | ?                     | ?                 |                   |
| 1911–12            | Desconhecido               | ?                    | ?                     | ?                 |                   |
| 1912–13            | Desconhecido               | ?                    | ?                     | ?                 |                   |
| 1913–14            | Desconhecido               | ?                    | ?                     | ?                 |                   |
| 1914–15            | Desconhecido               | ?                    | ?                     | ?                 |                   |
| 1915–19            | Não foi atribuído          | Não foi atribuído    | Não foi atribuído     | Não foi atribuído | Não foi atribuído |
| 1919–20            | Desconhecido               | ?                    | ?                     | ?                 |                   |
| 1920–21            | Desconhecido               | ?                    | ?                     | ?                 |                   |
| 1921–22 (FIGC)     | Desconhecido               | ?                    | ?                     | ?                 |                   |
| 1921–22 (CCI)      | Desconhecido               | ?                    | ?                     | ?                 |                   |
| 1922–23            | Desconhecido               | ?                    | ?                     | ?                 |                   |
| 1923–24            | Heinrich Schönfeld         | Áustria              | Torino                | 22                |                   |
| 1924–25            | Mario Magnozzi             | Itália               | Livorno               | 19                |                   |
| 1925–26            | Ferenc Hirzer              | Hungary              | Juventus              | 35                |                   |
| 1926–27            | Antonio Powolny            | Áustria              | Internazionale        | 22                |                   |
| 1927–28            | Julio Libonatti            | Argentina/ Itália    | Torino                | 35                |                   |
| 1928–29            | Gino Rossetti              | Itália               | Torino                | 36                |                   |
| Criação da Série A |                            |                      |                       |                   |                   |
| 1929–30            | Giuseppe Meazza            | Itália               | Ambrosiana–Inter      | 31                |                   |
| 1930–31            | Rodolfo Volk               | Itália               | Roma                  | 29                |                   |
| 1931–32            | Angelo Schiavio            | Itália               | Bologna               | 25                |                   |
| 1931–32            | Pedro Petrone              | Uruguai              | Fiorentina            | 25                |                   |
| 1932–33            | Felice Borel               | Itália               | Juventus              | 29                |                   |
| 1933–34            | Felice Borel               | Itália               | Juventus              | 31                |                   |
| 1934–35            | Enrique Guaita             | Argentina/ Itália    | Roma                  | 28                |                   |
| 1935–36            | Giuseppe Meazza            | Itália               | Ambrosiana–Inter      | 25                |                   |
| 1936–37            | Silvio Piola               | Itália               | Lazio                 | 21                |                   |
| 1937–38            | Giuseppe Meazza            | Itália               | Ambrosiana–Inter      | 20                |                   |
| 1938–39            | Ettore Puricelli           | Uruguai              | Bologna               | 19                |                   |
| 1938–39            | Aldo Boffi                 | Itália               | Milan                 | 19                |                   |
| 1939–40            | Aldo Boffi                 | Itália               | Milan                 | 24                |                   |
| 1940–41            | Ettore Puricelli           | Uruguai/ Itália      | Bologna               | 22                |                   |
| 1941–42            | Aldo Boffi                 | Itália               | Milan                 | 22                |                   |
| 1942–43            | Silvio Piola               | Itália               | Lazio                 | 21                |                   |
| 1943–45            | Não foi atribuído          | Não foi atribuído    | Não foi atribuído     | Não foi atribuído | Não foi atribuído |
| 1945–46            | Guglielmo Gabetto          | Itália               | Torino                | 22                |                   |
| 1946–47            | Valentino Mazzola          | Itália               | Torino                | 29                |                   |
| 1947–48            | Giampiero Boniperti        | Itália               | Juventus              | 27                |                   |
| 1948–49            | István Nyers               | Hungary              | Internazionale        | 26                |                   |
| 1949–50            | Gunnar Nordahl             | Suécia               | Milan                 | 35                |                   |
| 1950–51            | Gunnar Nordahl             | Suécia               | Milan                 | 34                |                   |
| 1951–52            | John Hansen                | Dinamarca            | Juventus              | 30                |                   |
| 1952–53            | Gunnar Nordahl             | Suécia               | Milan                 | 26                |                   |
| 1953–54            | Gunnar Nordahl             | Suécia               | Milan                 | 23                |                   |
| 1954–55            | Gunnar Nordahl             | Suécia               | Milan                 | 27                |                   |
| 1955–56            | Gino Pivatelli             | Itália               | Bologna               | 29                |                   |
| 1956–57            | Dino da Costa              | Brasil/ Itália       | Roma                  | 22                |                   |
| 1957–58            | John Charles               | País de Gales        | Juventus              | 28                |                   |
| 1958–59            | Antonio Valentín Angelillo | Argentina            | Internazionale        | 33                |                   |
| 1959–60            | Omar Sívori                | Argentina            | Juventus              | 28                |                   |
| 1960–61            | Sergio Brighenti           | Itália               | Sampdoria             | 27                |                   |
| 1961–62            | José Altafini              | Brasil/ Itália       | Milan                 | 22                |                   |
| 1961–62            | Aurelio Milani             | Itália               | Fiorentina            | 22                |                   |
| 1962–63            | Harald Nielsen             | Dinamarca            | Bologna               | 19                |                   |
| 1962–63            | Pedro Manfredini           | Argentina            | Roma                  | 19                |                   |
| 1963–64            | Harald Nielsen             | Dinamarca            | Bologna               | 21                |                   |
| 1964–65            | Sandro Mazzola             | Itália               | Internazionale        | 17                |                   |
| 1964–65            | Alberto Orlando            | Itália               | Fiorentina            | 17                |                   |
| 1965–66            | Luís Vinício               | Brasil               | Vicenza               | 25                |                   |
| 1966–67            | Gigi Riva                  | Itália               | Cagliari              | 18                |                   |
| 1967–68            | Pierino Prati              | Itália               | Milan                 | 15                |                   |
| 1968–69            | Gigi Riva                  | Itália               | Cagliari              | 21                |                   |
| 1969–70            | Gigi Riva                  | Itália               | Cagliari              | 21                |                   |
| 1970–71            | Roberto Boninsegna         | Itália               | Internazionale        | 24                |                   |
| 1971–72            | Roberto Boninsegna         | Itália               | Internazionale        | 22                |                   |
| 1972–73            | Giuseppe Savoldi           | Itália               | Bologna               | 17                |                   |
| 1972–73            | Paolino Pulici             | Itália               | Torino                | 17                |                   |
| 1972–73            | Gianni Rivera              | Itália               | Milan                 | 17                |                   |
| 1973–74            | Giorgio Chinaglia          | Itália               | Lazio                 | 24                |                   |
| 1974–75            | Paolino Pulici             | Itália               | Torino                | 18                |                   |
| 1975–76            | Paolino Pulici             | Itália               | Torino                | 21                |                   |
| 1976–77            | Francesco Graziani         | Itália               | Torino                | 21                |                   |
| 1977–78            | Paolo Rossi                | Itália               | Vicenza               | 24                |                   |
| 1978–79            | Bruno Giordano             | Itália               | Lazio                 | 19                |                   |
| 1979–80            | Roberto Bettega            | Itália               | Juventus              | 16                |                   |
| 1980–81            | Roberto Pruzzo             | Itália               | Roma                  | 18                |                   |
| 1981–82            | Roberto Pruzzo             | Itália               | Roma                  | 15                |                   |
| 1982–83            | Michel Platini             | França               | Juventus              | 16                |                   |
| 1983–84            | Michel Platini             | França               | Juventus              | 20                |                   |
| 1984–85            | Michel Platini             | França               | Juventus              | 18                |                   |
| 1985–86            | Roberto Pruzzo             | Itália               | Roma                  | 19                |                   |
| 1986–87            | Pietro Paolo Virdis        | Itália               | Milan                 | 17                |                   |
| 1987–88            | Diego Maradona             | Argentina            | Napoli                | 15                |                   |
| 1988–89            | Aldo Serena                | Itália               | Internazionale        | 22                |                   |
| 1989–90            | Marco van Basten           | Países Baixos        | Milan                 | 19                |                   |
| 1990–91            | Gianluca Vialli            | Itália               | Sampdoria             | 19                |                   |
| 1991–92            | Marco van Basten           | Países Baixos        | Milan                 | 25                |                   |
| 1992–93            | Giuseppe Signori           | Itália               | Lazio                 | 26                |                   |
| 1993–94            | Giuseppe Signori           | Itália               | Lazio                 | 23                |                   |
| 1994–95            | Gabriel Batistuta          | Argentina            | Fiorentina            | 26                |                   |
| 1995–96            | Igor Protti                | Itália               | Bari                  | 24                |                   |
| 1995–96            | Giuseppe Signori           | Itália               | Lazio                 | 24                |                   |
| 1996–97            | Filippo Inzaghi            | Itália               | Atalanta              | 24                |                   |
| 1997–98            | Oliver Bierhoff            | Alemanha             | Udinese               | 27                |                   |
| 1998–99            | Amoroso                    | Brasil               | Udinese               | 22                |                   |
| 1999–2000          | Andriy Shevchenko          | Ucrânia              | Milan                 | 24                |                   |
| 2000–01            | Hernán Crespo              | Argentina            | Lazio                 | 26                |                   |
| 2001–02            | David Trezeguet            | França               | Juventus              | 24                |                   |
| 2001–02            | Dario Hübner               | Itália               | Piacenza              | 24                |                   |
| 2002–03            | Christian Vieri            | Itália               | Internazionale        | 24                |                   |
| 2003–04            | Andriy Shevchenko          | Ucrânia              | Milan                 | 24                |                   |
| 2004–05            | Cristiano Lucarelli        | Itália               | Livorno               | 24                |                   |
| 2005–06            | Luca Toni                  | Itália               | Fiorentina            | 31                |                   |
| 2006–07            | Francesco Totti            | Itália               | Roma                  | 26                |                   |
| 2007–08            | Alessandro Del Piero       | Itália               | Juventus              | 21                |                   |
| 2008–09            | Zlatan Ibrahimović         | Suécia               | Internazionale        | 25                |                   |
| 2009–10            | Antonio Di Natale          | Itália               | Udinese               | 29                |                   |
| 2010–11            | Antonio Di Natale          | Itália               | Udinese               | 28                |                   |
| 2011–12            | Zlatan Ibrahimović         | Suécia               | Milan                 | 28                |                   |
| 2012–13            | Edinson Cavani             | Uruguai              | Napoli                | 29                |                   |
| 2013–14            | Ciro Immobile              | Itália               | Torino                | 22                |                   |
| 2014–15            | Mauro Icardi               | Argentina            | Internazionale        | 22                |                   |
| 2014–15            | Luca Toni                  | Itália               | Hellas Verona         | 22                |                   |
| 2015–16            | Gonzalo Higuaín            | Argentina            | Napoli                | 36                |                   |
| 2016–17            | Edin Džeko                 | Bósnia e Herzegovina | Roma                  | 29                |                   |
| 2017–18            | Mauro Icardi               | Argentina            | Internazionale        | 29                |                   |
| 2017–18            | Ciro Immobile              | Itália               | Lazio                 | 29                |                   |
| 2018–19            | Fabio Quagliarella         | Itália               | Sampdoria             | 26                |                   |
| 2019–20            | Ciro Immobile              | Itália               | Lazio                 | 36                |                   |
| 2020–21            | Cristiano Ronaldo          | Portugal             | Juventus              | 29                |                   |
| 2021–22            | Ciro Immobile              | Itália               | Lazio                 | 27                |                   |
| 2022–23            | Victor Osimhen             | Nigéria              | Napoli                | 26                |                   |

### Por jogador
- Por 17 temporadas os capocannonieri são desconhecidos.

| Posição | Jogador          | Clube          | País   | Total | Temporadas                                  |
| ------- | ---------------- | -------------- | ------ | ----- | ------------------------------------------- |
| 1       | Gunnar Nordahl   | Milan          | Suécia | 5     | 1949–50, 1950–51, 1952–53, 1953–54, 1954–55 |
| 2       | Ciro Immobile    | Lazio          | Itália | 4     | 2013–14, 2017–18, 2019–20, 2021–22          |
| 3       | Giuseppe Meazza  | Internazionale | Itália | 3     | 1929–30, 1935–36, 1937–38                   |
| 3       | Aldo Boffi       | Milan          | Itália | 3     | 1938–39, 1939–40, 1941–42                   |
| 3       | Gigi Riva        | Cagliari       | Itália | 3     | 1966–67, 1968–69, 1969–70                   |
| 3       | Paolo Pulici     | Torino         | Itália | 3     | 1972–73, 1974–75, 1975–76                   |
| 3       | Roberto Pruzzo   | Roma           | Itália | 3     | 1980–81, 1981–82, 1985–86                   |
| 3       | Michel Platini   | Juventus       | França | 3     | 1982–83, 1983–84, 1984–85                   |
| 3       | Giuseppe Signori | Lazio          | Itália | 3     | 1992–93, 1993–94, 1995–96                   |

| Pos. | Clube                 | Total |
| ---- | --------------------- | ----- |
| 1    | Milan                 | 18    |
| 2    | Juventus              | 17    |
| 3    | Internazionale        | 15    |
| 4    | Torino                | 11    |
| 4    | Lazio                 | 11    |
| 6    | Roma                  | 9     |
| 7    | Bologna               | 7     |
| 8    | Fiorentina            | 5     |
| 9    | Napoli                | 4     |
| 9    | Udinese               | 4     |
| 11   | Cagliari              | 3     |
| 11   | Sampdoria             | 3     |
| 13   | Internazionale Torino | 2     |
| 13   | Livorno               | 2     |
| 13   | Vicenza               | 2     |
| 16   | Atalanta              | 1     |
| 16   | Bari                  | 1     |
| 16   | Genoa                 | 1     |
| 16   | US Milanese           | 1     |
| 16   | Piacenza              | 1     |
| 16   | Hellas Verona         | 1     |

| País                 | Jogador(es)              |
| -------------------- | ------------------------ |
| Itália               | 73 (69 + 4 descendentes) |
| Argentina            | 11 (9 + 2 descendentes)  |
| Suécia               | 7                        |
| França               | 4                        |
| Uruguai              | 4 (3 + 1 descendentes)   |
| Brasil               | 3 (2 + 1 descendentes)   |
| Dinamarca            | 3                        |
| Suíça                | 3                        |
| Áustria              | 2                        |
| Hungria              | 2                        |
| Países Baixos        | 2                        |
| Ucrânia              | 2                        |
| Bósnia e Herzegovina | 1                        |
| Inglaterra           | 1                        |
| Alemanha             | 1                        |
| País de Gales        | 1                        |
| Portugal             | 1                        |
| Nigéria              | 1                        |